# Morteaux-Coulibœuf
Morteaux-Coulibœuf település Franciaországban, Calvados megyében. Lakosainak száma 607 fő (2022. január 1.). Morteaux-Coulibœuf Barou-en-Auge, Beaumais, Bernières-d’Ailly, Damblainville, Fresné-la-Mère, Louvagny, Norrey-en-Auge, Vicques és Villy-lez-Falaise községekkel határos.

## Népesség
A település népességének változása:
| Lakosok száma | 620  | 505  | 517  | 507  | 591  | 628  | 647  | 626  | 616  | 607  |
|               | 1968 | 1982 | 1990 | 2006 | 2013 | 2015 | 2017 | 2019 | 2020 | 2022 |